# Louisiana (Tân Tây Ban Nha)

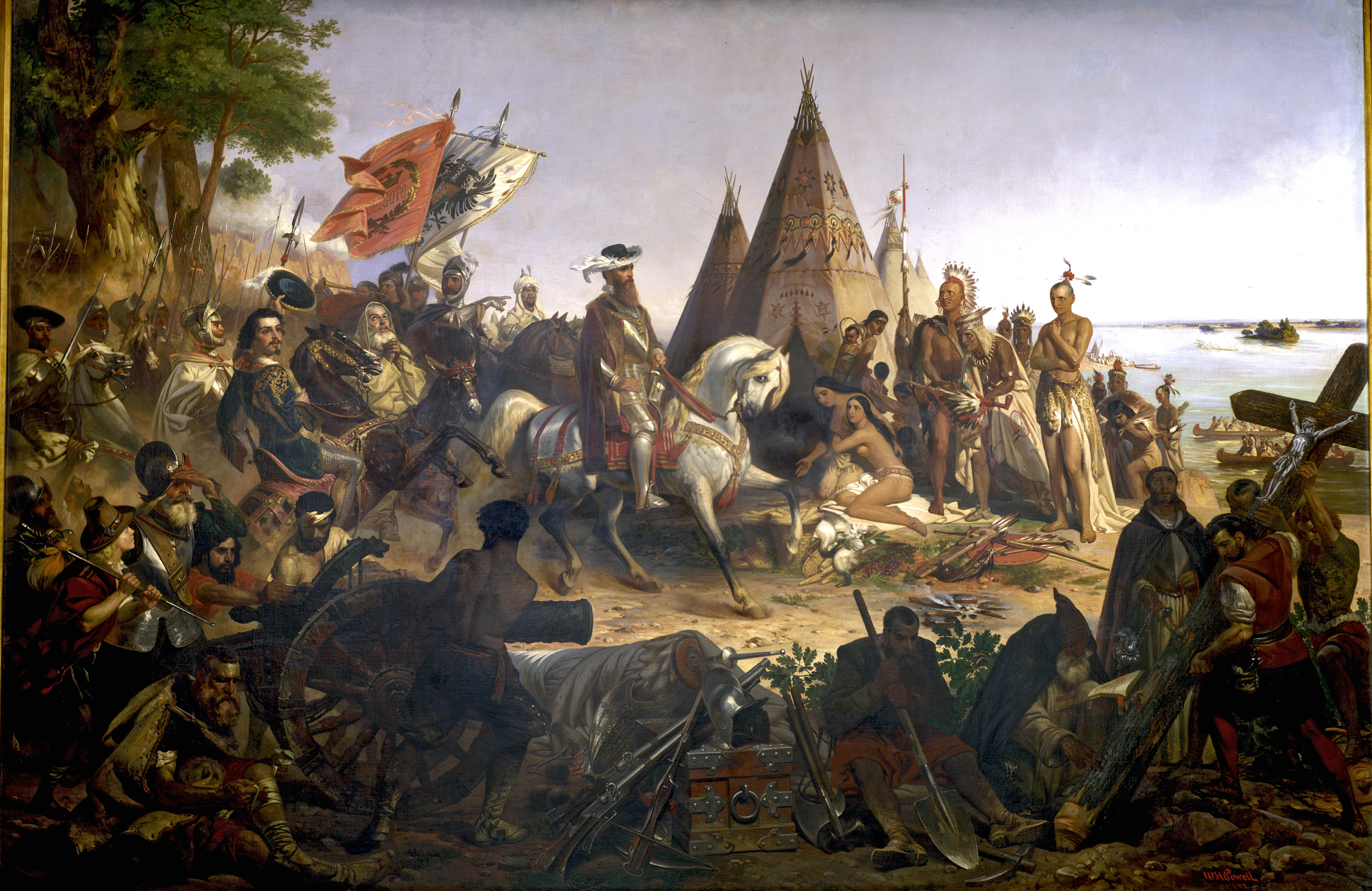
DeSoto tuyên bố Mississippi, như được mô tả trong Điện Capitol Hoa Kỳ rotunda

Louisiana (tiếng Tây Ban Nha: Luisiana) là một khu hành chính của Phó vương quốc Tân Tây Ban Nha từ 1763 đến 1801. Nó bao gồm khu vực phía tây của lưu vực sông Mississippi, cộng với New Orleans. Tây Ban Nha mua lại lãnh thổ từ Pháp, nơi đặt tên là La Louisiane theo tên vua Louis XIV năm 1682. Đôi khi nó được gọi là Louisiana thuộc Tây Ban Nha. Địa khu được trao trả lại cho Pháp, theo các điều khoản của Hiệp ước San Ildefonso năm 1800 và Hiệp ước Aranjuez năm 1801. Năm 1802, vua Carlos IV của Tây Ban Nha đã viết một dự luật hoàng gia vào ngày 14 tháng 10. Điều này đã thay đổi việc chuyển nhượng và vạch ra các điều kiện.
Tuy nhiên, Tây Ban Nha đồng ý vẫn điều hành thuộc địa cho đến khi các quan chức Pháp đến và biến quan chức chuyển nhượng năm 1803. Buổi lễ diễn ra tại Cabasy, New Orleans vào ngày 30 tháng 11 năm 1803. Đây chỉ là ba tuần trước khi các thủ tục nhượng quyền từ Pháp sang Hoa Kỳ theo lệnh Vùng đất mua Louisiana.

## Lịch sử
Tây Ban Nha chủ yếu là một chủ nhà vắng mặt hiền lành quản lý lãnh thổ từ La Habana, Cuba, và ký hợp đồng cai trị với mọi người từ nhiều quốc tịch miễn là họ thề trung thành với Tây Ban Nha. Trong Cách mạng Mỹ, người Tây Ban Nha đã chuyển nguồn cung cấp của họ cho các nhà cách mạng Mỹ qua New Orleans và lãnh thổ Louisiana rộng lớn.
Để giữ được chủ nhà vắng mặt, những nỗ lực của Tây Ban Nha để biến Louisiana thành thuộc địa của Tây Ban Nha thường không có kết quả. Chẳng hạn, trong khi tiếng Tây Ban Nha chính thức là ngôn ngữ duy nhất của chính phủ, thì phần lớn dân chúng vẫn tiếp tục nói tiếng Pháp. Ngay cả việc kinh doanh chính thức được thực hiện tại Cabasy cũng thường bị mất tiếng Pháp, cần có người phiên dịch.

### Nô lê
Khi Alejandro O'Reilly tái lập sự cai trị của Tây Ban Nha vào năm 1769, ông đã ban hành một sắc lệnh vào ngày 7 tháng 12 năm đó, cấm buôn bán Người Mỹ bản địa. Mặc dù không có phong trào bãi bỏ buôn bán nô lệ châu Phi, nhưng luật lệ Tây Ban Nha đã đưa ra một luật mới gọi là coartación, cho phép nô lệ mua tự do của họ và của những người khác.
Một nhóm người Maroons do Jean Saint Malo lãnh đạo đã chống lại sự nô lệ từ căn cứ của họ ở vùng đầm lầy phía đông New Orleans trong khoảng từ 1780 đến 1784.

#### Âm mưu của Pointe Coupée
Vào ngày 4 tháng 5 năm 1795, 57 nô lệ và 3 người đàn ông da trắng địa phương đã bị đưa ra xét xử trong Point Coupee. Vào cuối phiên tòa, 23 nô lệ đã bị treo cổ, 31 nô lệ đã nhận được một bản án lơ lửng và lao động khổ sai, và ba người đàn ông da trắng bị trục xuất, với hai người bị kết án sáu năm lao động cưỡng bức tại La Habana.